# Нільтава великодзьоба
Нільтава великодзьоба (Cyornis caerulatus) — вид горобцеподібних птахів родини мухоловкових (Muscicapidae). Мешкає на Суматрі і на Калімантані.

## Опис
Довжина птаха становить 14 см. У самця верхня частина тіла, крила і хвіст темно-сині, обличчя світло-синє. Під дзьобом чорна пляма, нижня частина тіла рудувата. У самиці верхня частина тіла коричнева, навколо очей білі "кільця", надхвістя і хвіст сині.

## Підвиди
Виділяють три підвиди:
- C. c. albiventer Junge, 1933 — Суматра;
- C. c. rufifrons Wallace, 1865 — Західний Калімантан;
- C. c. caerulatus (Bonaparte, 1857) — південь, північ і схід Калімантану.

## Поширення і екологія
Великодзьобі нільтави живуть в підліску рівнинних тропічних лісів.

## Збереження
МСОП вважає цей вид вразливим. Йому загрожують знищення природного середовища і лісові пожежі.